# Jimmy Reece
Jimmy Reece, ameriški dirkač Formule 1, * 17. november 1929, Oklahoma City, Oklahoma, ZDA, † 28. september 1958, Trenton, New Jersey, ZDA.
Jimmy Reece je pokojni ameriški dirkač, ki je med leti 1952 in 1958 sodeloval na ameriški dirki Indianapolis 500, ki je med letoma 1950 in 1960 štela tudi za prvenstvo Formule 1. Najboljši rezultat je dosegel na dirki leta 1958, ko je zasedel šesto mesto. Istega leta se je se je smrtno ponesrečil na dirki na dirkališču Trenton International Speedway.